# Charles Itandje
Charles Itandje (ur. 2 listopada 1982 w Bobigny) – kameruński piłkarz grający na pozycji bramkarza.

## Kariera
Swoje pierwsze piłkarskie kroki stawiał w miejscowym FC Bobigny. Jego pierwszym profesjonalnym klubem był Red Star 93, gdzie już wtedy zwrócił na siebie uwagę Liverpoolu. W 2001 roku Charles opuścił swoją dotychczasową drużynę, ale nie na rzecz Liverpoolu, a innego francuskiego zespołu – RC Lens. Początkowo w ekipie Lens był tylko rezerwowym, jednak w styczniu 2003 udało mu się wygryźć ze składu Guillaume’a Warmuza. Bramkarz do końca swojej przygody z Lens pozostał pierwszym bramkarzem tejże ekipy. Znany był przede wszystkim ze swojego tańca na linii bramkowej, mającego za zadanie dekoncentrowanie przeciwnika podczas wykonywania rzutu karnego. 9 sierpnia 2007 roku przeszedł do angielskiego Liverpoolu. 16 sierpnia został oficjalnie zaprezentowany jako gracz The Reds. W nowym klubie zadebiutował 25 września 2007 w meczu z Reading, rozegranym w ramach turnieju Carling Cup. W kwietniu 2009 miało miejsce nieprzyjemne zdarzenie związane z francuskim piłkarzem. Podczas ceremonii ku pamięci ofiarom Hillsborough kamery wychwyciły, jak Charles szturchał i rozśmieszał swojego klubowego kolegę, Damiena Plessisa. W wyniku swojego niewłaściwego zachowania piłkarz został zawieszony przez Liverpool na okres dwóch tygodni. Itandje od transferu do Liverpoolu rozegrał w pierwszej drużynie jedynie 7 spotkań i przed sezonem 2009/2010 klub dał zawodnikowi wolną rękę w poszukiwaniu nowej drużyny. Ostatecznie bramkarz został wypożyczony na cały sezon do greckiego beniaminka AO Kawala. W grudniu 2010 rozwiązał kontrakt z angielskim zespołem. 8 grudnia przeszedł do klubu Atromitos Ateny. 28-letni bramkarz związał się z Ateńczykami do końca 2013 roku. Na początku 2013 przeszedł do PAOK FC, a latem 2013 wypożyczono go do Konyasporu. W sezonie 2015/2016 był piłkarzem klubu Çaykur Rizespor, a latem 2016 trafił do Gaziantepsporu. Następnie występował w Adanasporze, gdzie w 2017 roku zakończył karierę.